# Бутон
Буто́н (фр. bouton — почка) — цветочная почка растения до развёртывания околоцветника или нераспустившийся цветок.

## Описание
Бутон обычно крупнее листовых почек и имеет более притупленную верхушку. В бутоне все части цветка уже сформированы.
На примере бутона изучают признаки растения — листосложение и почкосложение, которые играют важную роль в морфологической характеристике различных семейств.
| |  |  |
| Бутоны (слева направо): гибридная сенполия (Saintpaulia), гимнокалициум (Gymnocalycium), лотос орехоносный (Nelumbo nucifera) |  |  |